# Bavaria Germanair

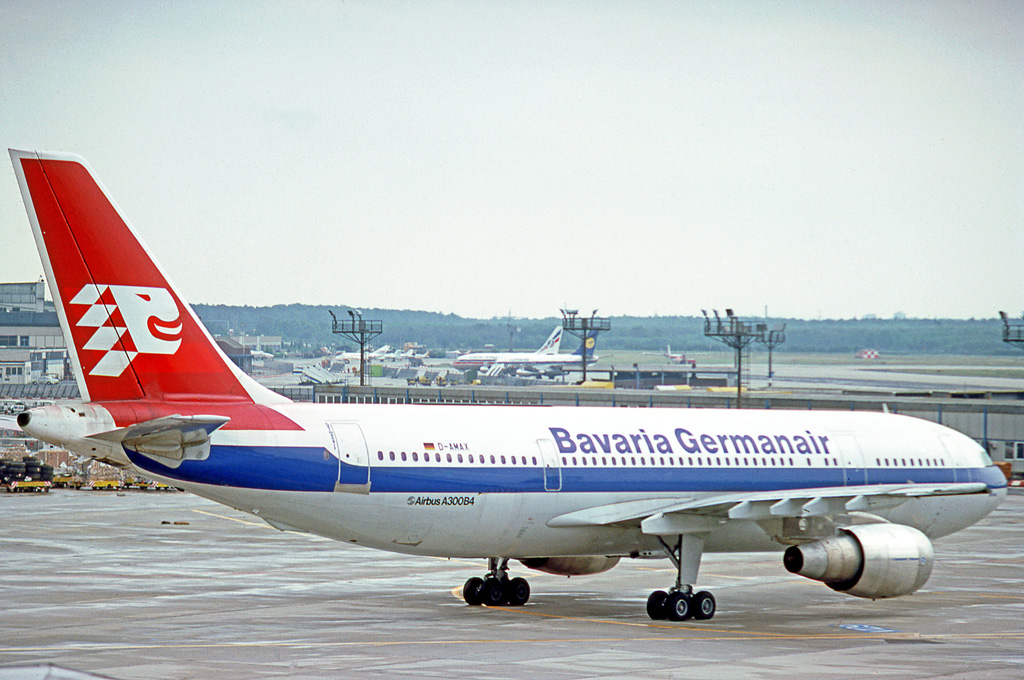
Bavaria Germanair Airbus A300B4 D-AMAX, Frankfurt 1977

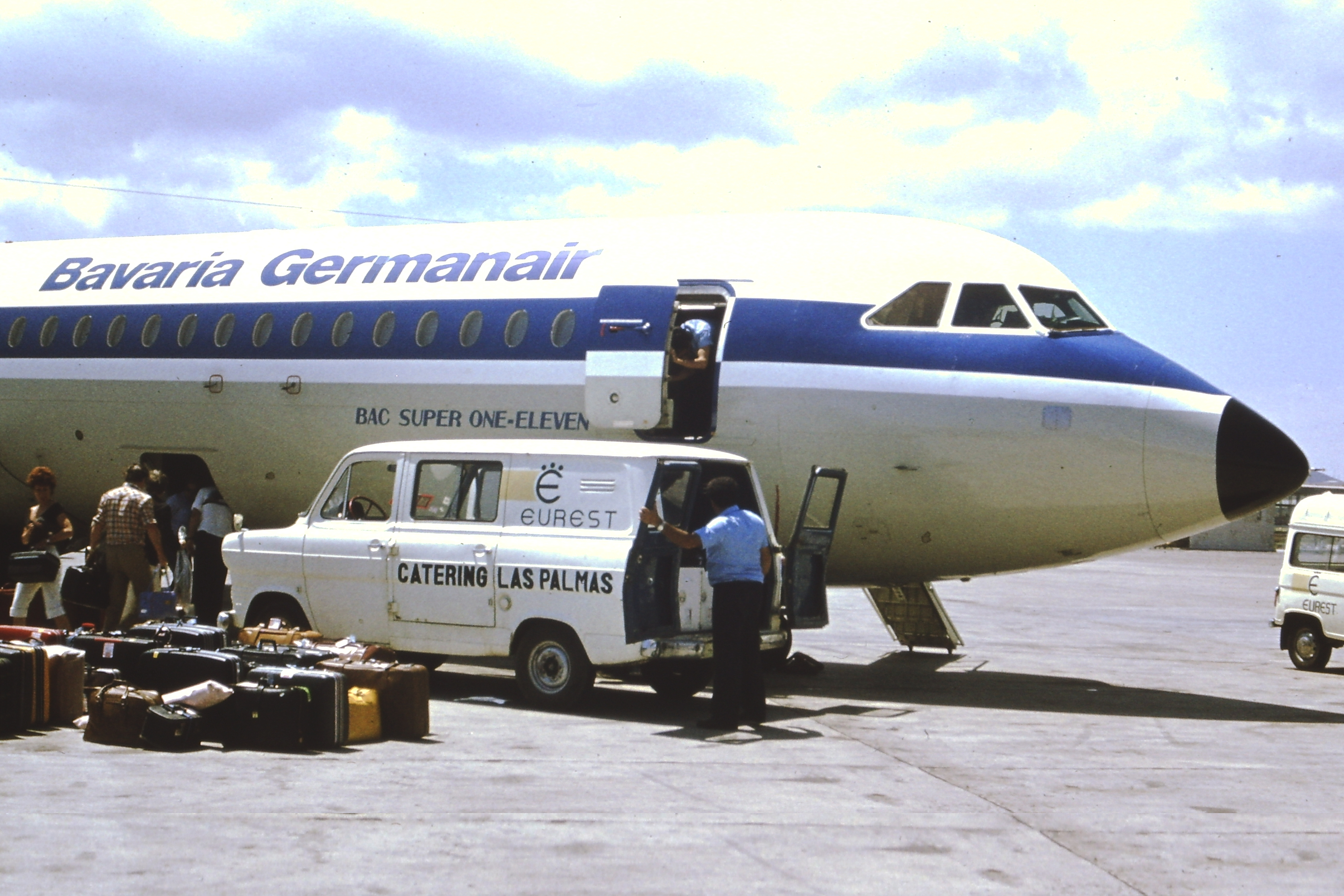
Bavaria Germanair BAC 1-11, Las Palmas 1978

Bavaria Germanair var ett tyskt flygbolag baserat på Flughafen München Riem som utförde charterflygningar. Företaget bildades den 1. mars 1977 genom en sammanslagning av Bavaria Fluggesellschaft och Germanair. 
Bavaria Germanair integrerades helt i Hapag-Lloyd Flug i januari 1979. Idag är det en del av TUIfly.

## Flotta
Plan som ingått i flottan:
- Airbus A300B4
- BAC 1-11-400
- BAC 1-11-500

## Källhänvisningar